# Črešnjevec (Tuhelj)
 Črešnjevec  falu Horvátországban Krapina-Zagorje megyében. Közigazgatásilag Tuheljhez tartozik.

## Fekvése
Zágrábtól 35 km-re északnyugatra, községközpontjától  2 km-re délkeletre a Horvát Zagorje északnyugati részén fekszik.

## Története
A településnek 1857-ben 173, 1910-ben 336 lakosa volt. Trianonig Varasd vármegye Klanjeci járásához tartozott. A településnek 2001-ben 222 lakosa volt.

## Külső hivatkozások
Tuhelj község hivatalos oldala